# Roger Piantoni
Roger Piantoni (26. prosince 1931 Étain – 26. května 2018) byl francouzský fotbalový útočník italského původu, držitel bronzové medaile z mistrovství světa ve fotbale 1958.

## Klubová kariéra
Lotrinský rodák začínal s profesionálním fotbalem v AS Nancy, po sestupu klubu z ligy v roce 1957 ho koupil Stade de Reims. Závěr jeho kariéry poznamenalo zraněné koleno, vypadl v Remeši ze základní sestavy a skončil v OGC Nice, kterému pomohl roku 1965 k návratu do nejvyšší soutěže. S remešským klubem získal tři tituly mistra Francie (1958, 1960 a 1962, v roce 1958 dosáhl treble, když vyhrál i Francouzský fotbalový pohár a Trophée des champions) a hrál finále PMEZ 1958/59. Byl nejlepším kanonýrem Ligue 1 v letech 1951 a 1961, s 203 ligovými brankami je na šestém místě historické tabulky střelců. V premiérovém ročníku ankety Zlatý míč 1956 dostal jeden hlas a obsadil dělené 21. místo.

## Reprezentační kariéra
Za francouzský národní tým nastoupil v letech 1952 až 1961 ve 37 mezistátních zápasech a vstřelil 18 branek. Zúčastnil se MS 1958 ve Švédsku, kde vytvořil s Justem Fontainem a Raymondem Kopou vnitřní útočné trio, které výrazně přispělo k dosažení třetího místa na turnaji. Zaznamenal tři branky: v utkání základní skupiny proti Paraguayi (výhra 7:3), ve čtvrtfinále proti Severnímu Irsku (výhra 4:0) a v semifinále proti Brazílii (prohra 2:5).